# Jo Jong-rae

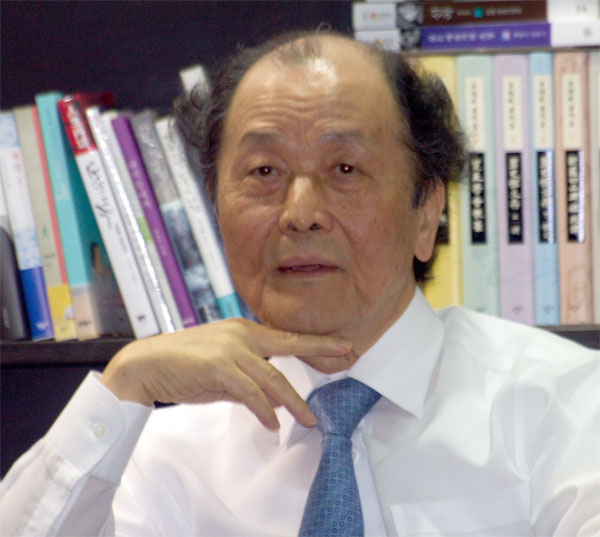
Jo Jong-rae, 2014

Jo Jong-rae (auch Jo Jung-rae oder Jo Jong-nae; * 17. August 1943 in Sunch'ŏn, Provinz Süd-Chŏlla) ist ein südkoreanischer Schriftsteller.

## Leben
Jo Jong-rae wurde im Sŏnam-Tempel in der Provinz Süd-Chŏlla geboren. Als er fünf Jahre alt war, brach der Koreakrieg aus und seine Familie floh in Richtung Süden. Schon früh interessierte sich Jo für das Schreiben und erhielt in der Schule den ersten Preis bei einem Schreibwettbewerb. Später studierte er Koreanistik an der Dongguk University in Seoul.
1970 debütierte er als Schriftsteller mit der Erzählung Verruf, welche in der Juni-Ausgabe des Literaturmagazins Moderne Literatur (Hyŏndae munhak) veröffentlicht wurde, im Dezember desselben Jahres erschien Reisebericht eines Lehrers.
Im Jahre 2013 war er Professor am Institut für Koreanische Sprache und Literatur an der Dongguk University.
Zu seinen bekanntesten Werken gehört der mehrbändige Roman Das Taebaek Gebirge, der 1994 auch verfilmt wurde (Regie: Im Kwon-taek).

## Veröffentlichungen

### Koreanisch
Erzählungen
- 黃土(황토) Gelbe Erde Seoul: Hyŏndae munhwa, 1974
- 流刑(유형)의 땅 Land der Verbannung Seoul: Munye ch'ulp'an, 1982

Romane
- 대장경 Taejanggyŏng Seoul: Minye, 1980
- 불놀이 Feuerspiel Seoul: Munye ch'ulp'an, 1983
- 태백산맥 太白山脈 Das Taebaek-Gebirge 10 Bände Seoul: Hangil, 1986–1989
- 아리랑 Arirang 12 Bände Seoul: Haenaem, 1994–1995
- 한강 Der Han-Fluss 10 Bände Seoul: Haenaem, 2001–2002
- 조정래 문학전집 Jo Jong-Rae Gesamtwerk Seoul: Haenaem, 1999

### Übersetzungen
Deutsch
- Land der Verbannung Thunum/Ostfriesland: Edition Peperkorn 2004 ISBN 978-3929181579
- Das Spiel mit dem Feuer Thunum/Ostfriesland: Edition Peperkorn 2005 ISBN 978-3929181609

Englisch
- Playing with Fire Ithaca, N.Y.: Cornell East Asia Program 1997
- The Land of the Banished Seoul: Jimoondang PublishingCompany 2001
- Land of Exile: Contemporary Korean Fiction Armonk, N. Y.: M. E. Sharpe 1993

Französisch
- Jouer avec le feu Paris: L’Harmattan 1998
- Arirang: nos terres sont notre vie 1–12 Paris: L’Harmattan 1998
- Terre d’exil et autres romans Paris: L’Harmattan 1999
- La chaîne des monts Taebaek Tome1: Sohwa la chamane Paris: L’Harmattan 2004

## Verfilmungen
- 황토 Gelbe Erde, (1975)
- 태백산맥 Das Taebaek Gebirge (1994)
- 두레소리 Ture-sori (2011)

## Auszeichnungen
- 1981 Preis für zeitgenössische Literatur für Land der Verbannung
- 1982 Literaturpreis der Republik Korea für Tor der Menschheit
- 2003: Manhae Preis
- 2003: Tong-ni-Preis
- 2006: Moderner Buddhismus Literaturpreis in der Kategorie Romane
- 2012: Posŏng Kunmin-ŭi Preis